# Basilicata
Basilicata, cunoscută în trecut și ca Lucania, este o regiune din sudul Italiei cu o populație de 586.690 locuitori (2011). Basilicata este alcătuită de două provincii: Potenza și Matera.

## Galerie imagini

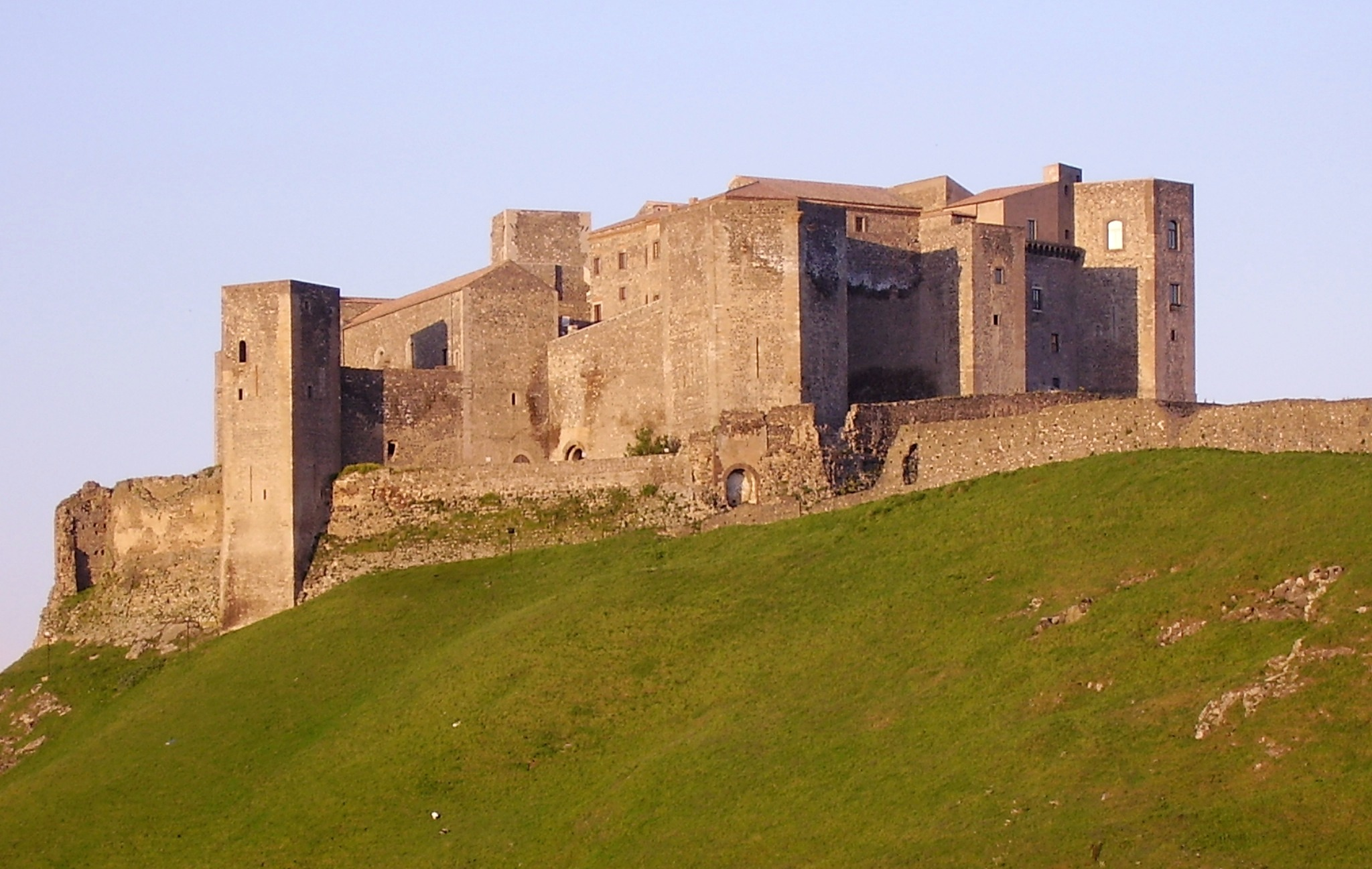
Castelul Melfi
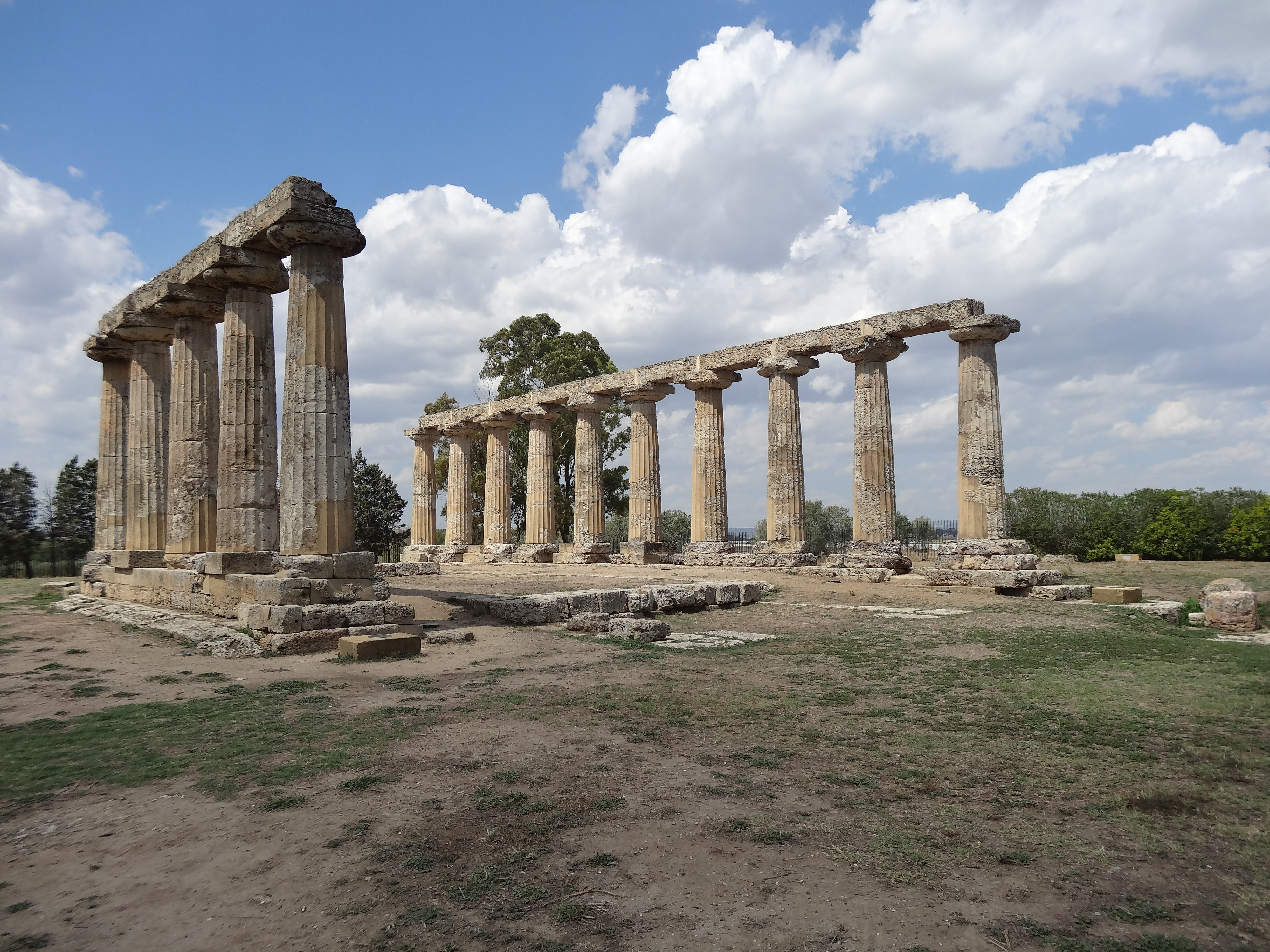
Metaponto
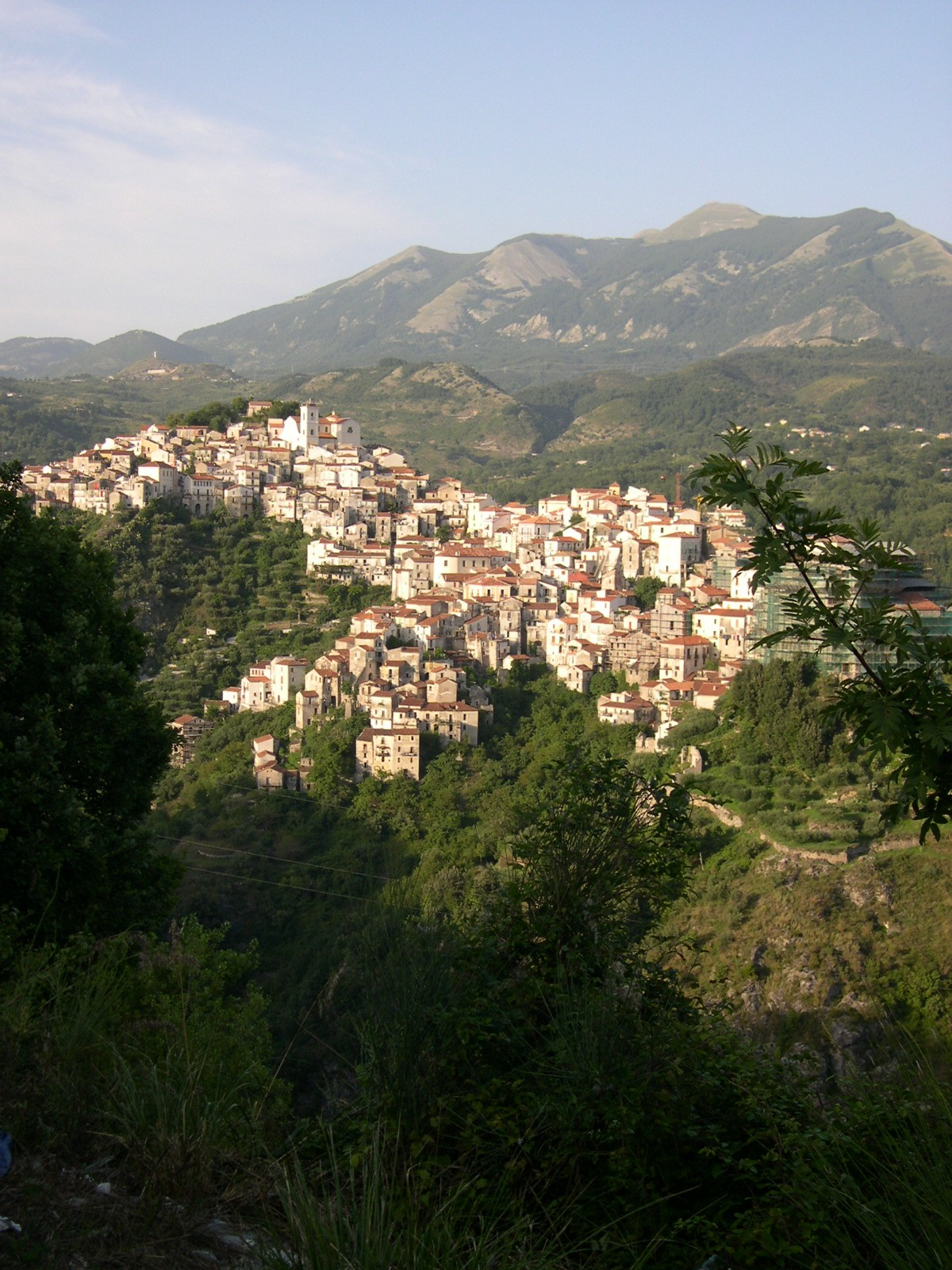
Rivello
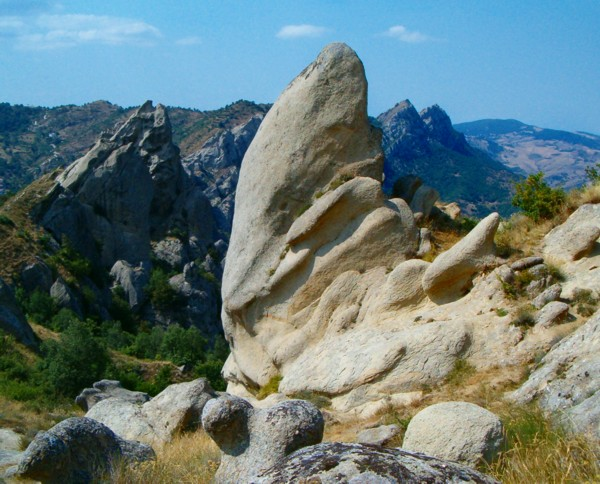
Dolomiti Lucane
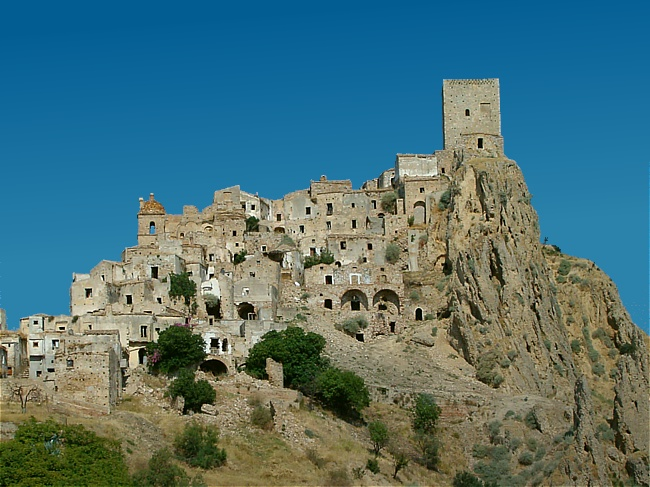
Craco
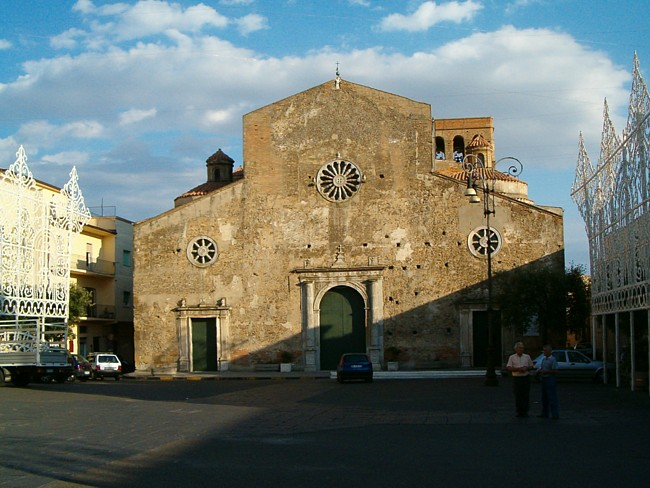
Ferrandina
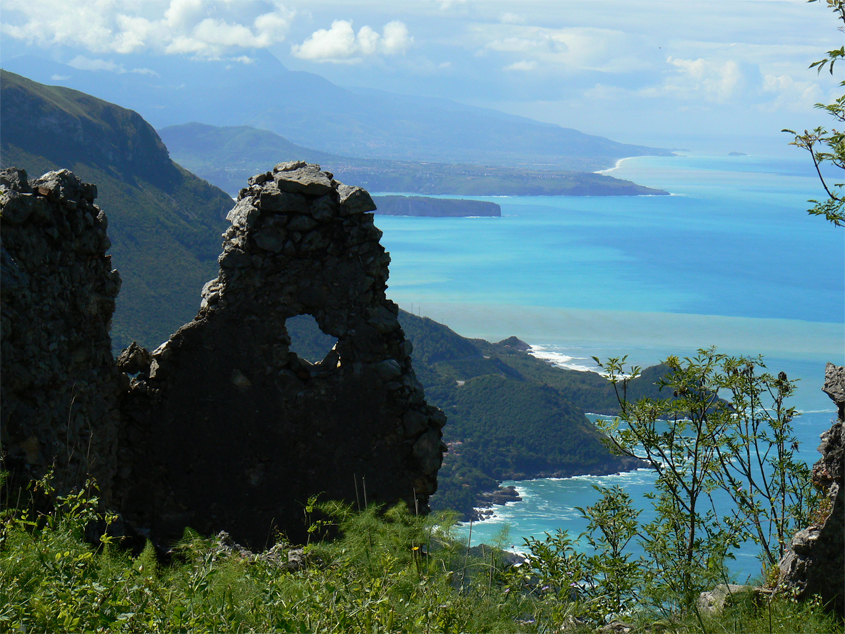
Maratea
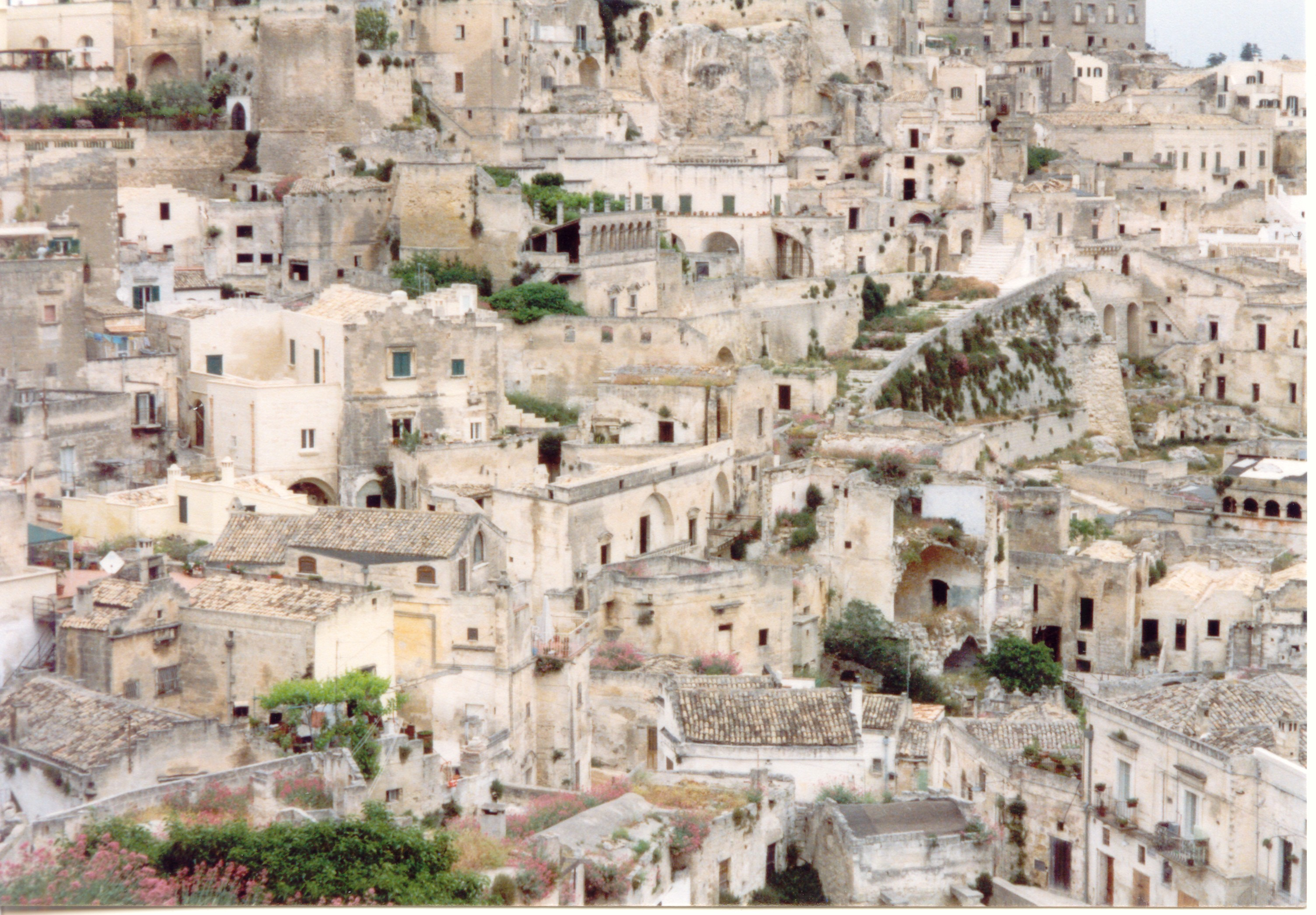
Matera